# Nuoto ai campionati europei di nuoto 2018 - 200 metri farfalla femminili
La gara dei 200 metri farfalla femminili degli Europei 2018 si è svolta il 5 e 6 agosto 2018. Al mattino del 5 agosto si sono svolte le batterie e nel pomeriggio le semifinali, mentre la finale si è disputata nel pomeriggio del 6 agosto.

## Podio
| Pos.    | Atleta           | Nazione     |
| ------- | ---------------- | ----------- |
| Oro     | Boglárka Kapás   | Ungheria    |
| Argento | Svetlana Čimrova | Russia      |
| Bronzo  | Alys Thomas      | Regno Unito |

## Record
Prima della manifestazione il record del mondo (RM), il record europeo (EU) e il record dei campionati (RC) erano i seguenti.
|  | 2'01"81 | Liu Zige        | 21 ottobre 2009 Jinan  |
|  | 2'04"27 | Katinka Hosszú  | 29 luglio 2009 Roma    |
|  | 2'04"79 | Mireia Belmonte | 24 agosto 2014 Berlino |

Durante la competizione non sono stati migliorati record.

## Risultati

### Batterie
| Pos. | Batteria | Corsia | Atleta                | Nazionalità          | Tempo       | Note        |
| ---- | -------- | ------ | --------------------- | -------------------- | ----------- | ----------- |
| 1    | 2        | 4      | Alys Thomas           | Regno Unito          | 2'07"86     | Q           |
| 2    | 3        | 4      | Franziska Hentke      | Germania             | 2'08"93     | Q           |
| 3    | 3        | 5      | Liliána Szilágyi      | Ungheria             | 2'09"02     | Q           |
| 4    | 2        | 5      | Boglárka Kapás        | Ungheria             | 2'09"29     | Q           |
| 5    | 1        | 6      | Zsuzsanna Jakabos     | Ungheria             | 2'09"46     |             |
| 6    | 1        | 4      | Svetlana Čimrova      | Russia               | 2'10"08     | Q           |
| 6    | 2        | 3      | Alessia Polieri       | Italia               | 2'10"08     | Q           |
| 6    | 3        | 3      | Ana Catarina Monteiro | Portogallo           | 2'10"08     | Q           |
| 9    | 2        | 6      | Ilaria Cusinato       | Italia               | 2'10"34     | Q           |
| 10   | 3        | 6      | Ilaria Bianchi        | Italia               | 2'10"43     |             |
| 11   | 3        | 2      | Nida Eliz Üstündağ    | Turchia              | 2'10"69     | Q           |
| 12   | 1        | 5      | Emily Large           | Regno Unito          | 2'11"07     | Q           |
| 13   | 1        | 3      | Charlotte Atkinson    | Regno Unito          | 2'11"28     |             |
| 14   | 1        | 1      | Helena Bach           | Danimarca            | 2'12"32     | Q           |
| 15   | 1        | 2      | Barbora Závadová      | Rep. Ceca            | 2'12"61     | Q           |
| 16   | 3        | 7      | Zehra-Duru Bilgin     | Turchia              | 2'14"18     | Q           |
| 17   | 2        | 1      | Anja Crevar           | Serbia               | 2'14"40     | Q           |
| 18   | 3        | 1      | Emilie Løvberg        | Norvegia             | 2'14"54     | Q           |
| 19   | 1        | 7      | Anna Ntountounaki     | Grecia               | 2'14"67     | Q           |
| 20   | 2        | 8      | Amina Kajtaz          | Bosnia ed Erzegovina | 2'14"85     |             |
| 21   | 2        | 7      | İmge Kitabevi         | Turchia              | 2'16"45     |             |
| 22   | 1        | 8      | Alsu Bayramova        | Azerbaigian          | 2'19"14     |             |
| 23   | 3        | 8      | Gerda Pak             | Estonia              | 2'21"10     |             |
| 24   | 3        | 0      | Beatrice Felici       | San Marino           | 2'27"90     |             |
| DNS  | 2        | 2      | Claudia Hufnagl       | Austria              | Non partita | Non partita |

### Semifinali

#### Semifinale 1
| Pos. | Corsia | Atleta                | Nazionalità | Tempo   | Note |
| ---- | ------ | --------------------- | ----------- | ------- | ---- |
| 1    | 4      | Franziska Hentke      | Germania    | 2'07"55 | Q    |
| 2    | 5      | Boglárka Kapás        | Ungheria    | 2'07"75 | Q    |
| 3    | 6      | Ilaria Cusinato       | Italia      | 2'08"84 | Q    |
| 4    | 3      | Ana Catarina Monteiro | Portogallo  | 2'08"96 | Q    |
| 5    | 2      | Emily Large           | Regno Unito | 2'11"25 |      |
| 6    | 7      | Barbora Závadová      | Rep. Ceca   | 2'11"65 |      |
| 7    | 1      | Anja Crevar           | Serbia      | 2'13"50 |      |
| 8    | 8      | Anna Ntountounaki     | Grecia      | 2'16"79 |      |

#### Semifinale 2
| Pos. | Corsia | Atleta             | Nazionalità | Tempo   | Note |
| ---- | ------ | ------------------ | ----------- | ------- | ---- |
| 1    | 4      | Alys Thomas        | Regno Unito | 2'07"64 | Q    |
| 2    | 6      | Svetlana Čimrova   | Russia      | 2'08"57 | Q    |
| 3    | 5      | Liliána Szilágyi   | Ungheria    | 2'08"70 | Q    |
| 4    | 3      | Alessia Polieri    | Italia      | 2'08"77 | Q    |
| 5    | 2      | Nida Eliz Üstündağ | Turchia     | 2'09"69 |      |
| 6    | 7      | Helena Bach        | Danimarca   | 2'13"14 |      |
| 7    | 8      | Emilie Løvberg     | Norvegia    | 2'15"50 |      |
| 8    | 1      | Zehra-Duru Bilgin  | Turchia     | 2'17"96 |      |

### Finale
| Pos. | Corsia | Atleta                | Nazionalità | Tempo   | Note |
| ---- | ------ | --------------------- | ----------- | ------- | ---- |
|      | 3      | Boglárka Kapás        | Ungheria    | 2'07"13 |      |
|      | 6      | Svetlana Čimrova      | Russia      | 2'07"33 |      |
|      | 5      | Alys Thomas           | Regno Unito | 2'07"42 |      |
| 4    | 4      | Franziska Hentke      | Germania    | 2'07"75 |      |
| 5    | 8      | Ana Catarina Monteiro | Portogallo  | 2'08"03 |      |
| 6    | 2      | Liliána Szilágyi      | Ungheria    | 2'08"69 |      |
| 7    | 1      | Ilaria Cusinato       | Italia      | 2'08"91 |      |
| 8    | 7      | Alessia Polieri       | Italia      | 2'09"25 |      |